# Campionato qatariota di calcio
Il campionato qatariota di calcio è un insieme di tornei nazionali governati dalla Federazione calcistica del Qatar.

## Struttura
| Livello | Divisioni                                           |
| ------- | --------------------------------------------------- |
| 1       | Qatar Stars League دوري نجوم قطر 12 squadre         |
| 2       | Seconda Divisione قطر دوري الدرجة الثانية 8 squadre |

### Promozioni/Retrocessioni

#### Qatar Stars League
Campionato di prima divisione composto da 12 squadre.
L'ultima classificata al termine della stagione retrocede in seconda divisione.
Il 15 aprile 2009 la federazione calcistica nazionale ha annunciato che, a seguito di un ampliamento del numero delle squadre partecipanti da 10 a 12, per la stagione 2008/2009 non sarebbe stata applicata nessuna retrocessione.Al termine della stagione 2012/2013 la federazione calcistica nazionale ha ampliato ulteriormente il numero delle squadre da 12 a 14 squadre.

#### Seconda Divisione
Campionato di seconda divisione composto da 8 squadre.
La prima classificata al termine della stagione viene promossa in prima divisione, non ci sono retrocessioni.